# Lago Burbury
El lago Burbury es un embalse artificial formado por la presa de Crotty. Inunda el valle superior del río King, que se encuentra al este de la Cordillera de la Costa Oeste. La descarga del embalse alimenta la central hidroeléctrica John Butters, propiedad y operada por Hydro Tasmania. 
El embalse fue llamado así en honor de Stanley Burbury, un exgobernador de Tasmania.

## Fuente de agua
El lago es alimentado principalmente por los ríos del norte, incluyendo la parte superior del río King y el río Eldon. Los valles que se abren a la zona incluyen el valle de Linda.  También existe un lago natural en su ribera norte, conocido como el Lago Beatrice, que se encuentra en el extremo este del Monte Sedgwick.  Tiene una superficie de 54 km².

## Pesca
Es popular como un lago para pesca, pero es susceptible al clima extremo. Los ríos que le alimentan son los ríos King, Nelson, Princess y Eldon. La presa de Crotty está diseñada para bajar rápidamente el nivel del agua en caso de inundaciones severas. 
El lago tiene el puente que lo cruza para conectar la Autopista Lyell a través suyo y tiene dos represas, una en el desfiladero del río King: la represa de Crotty y la otra adyacente al Monte Darwin, la represa de Darwin. 

## La inundación
La presa inundó los lugares históricos de Darwin y Crotty, así como el puente del North Lyley Railway sobre el río King, que no se rescató antes de la inundación. También se inundaron porciones significativas de Kelly Basin Road. 
El lugar acupado por la presa de Crotty se había inspeccionado a principios del siglo XX, pero la represa propuesta no se desarrolló en ese momento. Fue reinspeccionado en la década de 1980 y allí fue construida la presa por Hydro Tasmania. 
La presa de Crotty y el lago Burbury se han identificado como lugares indicativos en el (ahora extinto) Registro del Estado Nacional.

## Reservas

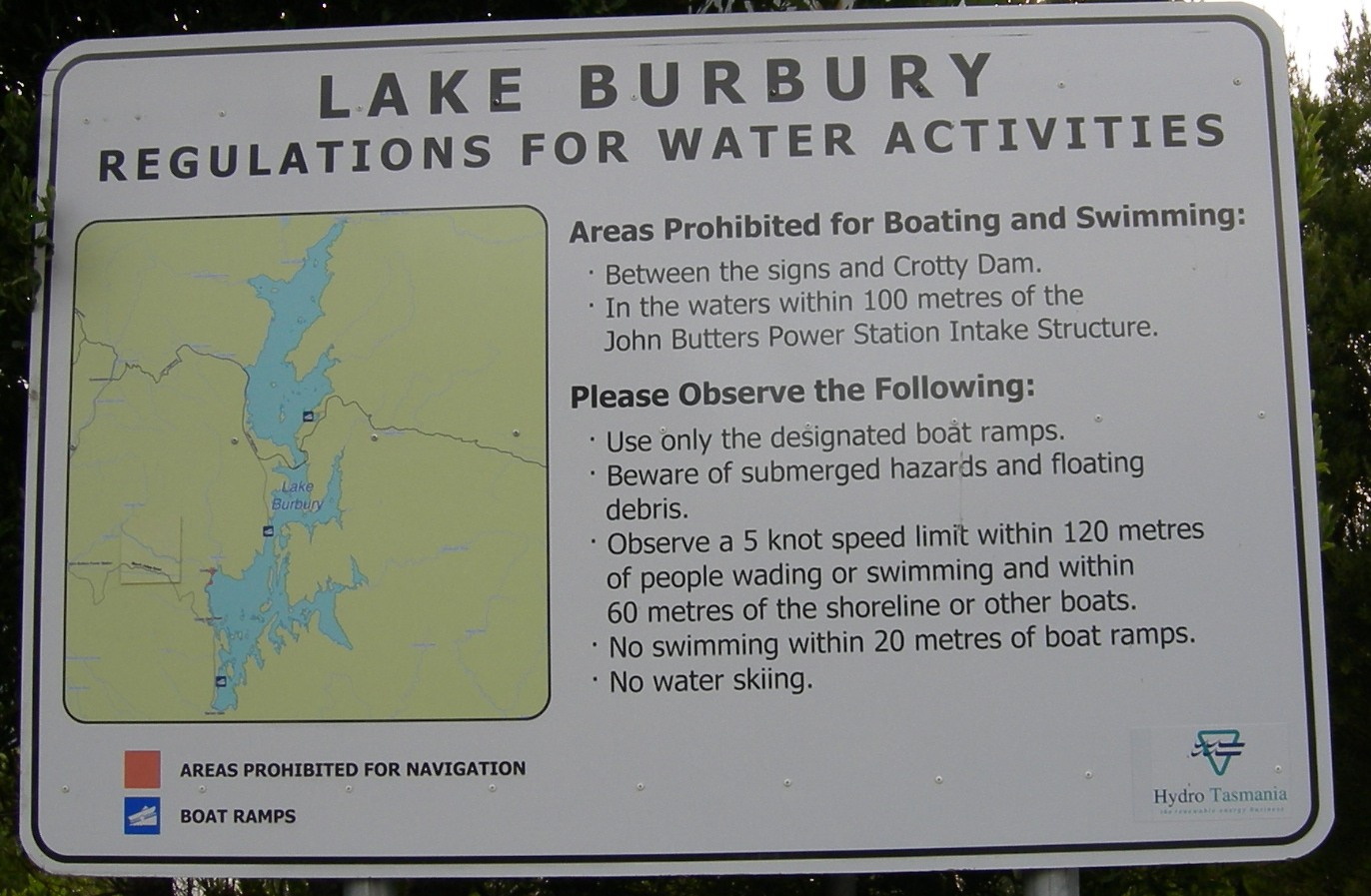
Una señal sobre las reglas a seguir en el lago Burbury.

El lago se encuentra al oeste del parque nacional Franklin-Gordon Wild Rivers y tiene una serie de zonas de amortiguamiento; el Área de Conservación Princess River y el Área de Conservación de Crotty en la costa este, y la Reserva Regional de West Coast Range en el oeste. La jurisdicción de Hydro Tasmania del lago está limitada a los 242 m de  elevación (el nivel de suministro completo es de 235 m) alrededor del borde del lago, así como la isla creada por el embalse. 
En la orilla sureste del lago hay una cámara que vigila la salida de la autopista Lyell cuando emerge del valle de Linda.

## Otras lecturas
- Blainey, Geoffrey (2000). The Peaks of Lyell (6th edición). Hobart: St. David's Park Publishing. ISBN 0-7246-2265-9.
- Rae, Lou (2001). The Abt Railway and Railways of the Lyell region. Sandy Bay: Lou Rae. ISBN 0-9592098-7-5.
- Whitham, Charles (2003). Western Tasmania - A land of riches and beauty (Reprint 2003 edición). Queenstown: Municipality of Queenstown.
- Whitham, Lindsay (2002). Railways, Mines, Pubs and People and other historical research. Sandy Bay: Tasmanian Historical Research Association. ISBN 0-909479-21-6.